# Redon-Redon
Redon-Redon est une course cycliste française disputée autour de Redon, dans le département breton d'Ille-et-Vilaine. Créée en 1960, cette compétition est organisée par le club Redon Olympic Cycliste. Elle fait partie du calendrier national de la Fédération française de cyclisme. 

## Présentation
La course a pour départ et arrivée Redon.
En 2020, l'épreuve est annulée en raison de la pandémie de Covid-19. C'est également le cas l'année suivante.

## Palmarès
| Année                              | Vainqueur            | Deuxième               | Troisième              |
| ---------------------------------- | -------------------- | ---------------------- | ---------------------- |
| Grand Prix du Bassin de la Vilaine |                      |                        |                        |
| 1960                               | Basile Decortès      | Robert Neveu           | Jean Soufflet          |
| Rennes-Redon                       |                      |                        |                        |
| 1961                               | Raymond Gauthier     | Claude Hostiou         | Joseph Courtet         |
| 1962                               | Maurice Pelé         | Jean Gillet            | Jean-Claude Morio      |
| 1963                               | Pierre Le Mellec     | André Courtet          | Joseph Le Douarin      |
| 1964                               | Bernard Glais        | Roland Berland         | Gérard Quellec         |
| Redon-Redon                        |                      |                        |                        |
| 1965                               | Marcel Flochlay      | Bernard Glais          | Christian Chauvel      |
| 1966                               | Fernand Maurice      | Roland Berland         | Maurice Morin          |
| 1967                               | Marcel Le Bourvellec | Émile Brard            | Jean Gourmelon         |
| 1968                               | Patrice Testier      | Pierre Matignon        | Jean-Claude Largeau    |
| 1969                               | Jacques Botherel     | Régis Delépine         | Louis Coquelin         |
| 1970                               | Claude Bossard       | Marcel Le Bourvellec   | Jean-Yves Lebreton     |
| 1971                               | Henri Dubois         | Claude Bossard         | Claude Buchon          |
| 1972                               | Francis Le Corre     | Marcel Letort          | Roger Lannon           |
| 1973                               | Philipe Denié        | Patrick Renard         | Henri Dubois           |
| 1974                               | Alain Meslet         | Robert Jouan           | Marcel Le Bourvellec   |
| 1975                               | Lionel Canevet       | Jean-Paul Maho         | Yannick Quémard        |
| 1976                               | Guy Le Gall          | René Leroy             | Lionel Canevet         |
| 1977                               | Serge Coquelin       | Loïc Gautier           | Gildas Le Menn         |
| 1978                               | Yves Gesret          | Pierre Le Bigaut       | André Bizeul           |
| 1979                               | Didier Martinez      | Marc Madiot            | Pierre-Henri Menthéour |
| 1980                               | Jean-François Rault  | Pierre Le Bigaut       | Philippe Leleu         |
| 1981                               | Jean-Claude Bagot    | Jean-Jacques Mercier   | David Smith            |
| 1982                               | Gary Dowdell         | Patrick Le Goallec     | Håkan Jensen           |
| 1983                               | Yvon Madiot          | Jean-Luc Hamon         | Bruno Cornillet        |
| 1984                               | Philippe Dalibard    | Thierry Marie          | François Lemarchand    |
| 1985                               | Jean-Luc Loncle      | Dominique Lardin       | Jean-Jacques Lamour    |
| 1986                               | Marc Le Bot          | Richard Vivien         | Gwénaël Guégan         |
| 1987                               | Frédéric Gallerne    | Serge Bodin            | Dominique Le Bon       |
| 1988                               | Jean-Louis Conan     | Serge Bodin            | Fabrice Henry          |
| 1989                               | Oleg Polovnikov      | Viktor Chelkovski      | Pavel Tonkov           |
| 1990                               | Michel Lallouët      | Jean-Cyril Robin       | Marc Guénégou          |
| 1991                               | Pascal Hervé         | Jean-Christophe Currit | Vassili Zaika          |
| 1992                               | Pierre Bonal         | Pascal Hervé           | Jean-Christophe Currit |
| 1993                               | Frédéric Delalande   | Philippe Bresset       | Pascal Le Tanou        |
| 1994                               | Serge Oger           | Yvan Martin            | Franck Trotel          |
| 1995                               | Dominique Péré       | Xavier Vadrot          | Michel Lallouët        |
| 1996                               | Aidan Duff           | Frédéric Mainguenaud   | Éric Potiron           |
| 1997                               | Sébastien Fouré      | Sylvain Lajoie         | Christopher Jenner     |
| 1998                               | Olivier Alory        | Yvonnick Bolgiani      | Serge Oger             |
| 1999                               | Vincent Marchais     | Marc Vanacker          | Yoann Le Boulanger     |
| 2000                               | Mickael Olejnik      | Stéphane Conan         | Emmanuel Mallet        |
| 2001                               | Lilian Jégou         | Laurent Planchaud      | Jérôme Pineau          |
| 2002                               | Samuel Le Gallais    | Frédéric Lecrosnier    | Freddy Bichot          |
| 2003                               | Frédéric Lecrosnier  | Samuel Gicquel         | Christophe Diguet      |
| 2004                               | Simon Gerrans        | Samuel Le Gallais      | Benoît Legrix          |
| 2005                               | Julien Belgy         | Roger Cren             | Jonathan Dayus         |
| 2006                               | Mickaël Leveau       | Stefan Kushlev         | Julien Belgy           |
| 2007                               | Guillaume Judas      | Gaël Malacarne         | Julien Guay            |
| 2008                               | Laurent Le Gac       | Guillaume Malle        | Julien Fouchard        |
| 2009                               | Julien Gonnet        | Romain Hardy           | Rudy Lesschaeve        |
| 2010                               | Armindo Fonseca      | Erwan Brenterch        | Julien Foisnet         |
| 2011                               | Freddy Bichot        | Julien Gonnet          | Médéric Clain          |
| 2012                               | Étienne Briard       | Enric Lebars           | Benjamin Le Montagner  |
| 2013,                              | Loïc Desriac         | Erwan Téguel           | Cédric Delaplace       |
| 2014                               | Fabien Schmidt       | David Cherbonnet       | Ronan Dequippe         |
| 2015,                              | Adrien Legros        | Benjamin Le Montagner  | Vincent Colas          |
| 2016,                              | Erwann Corbel        | Justin Mottier         | Jérémy Bescond         |
| 2017                               | Julien Guay          | Luc Tellier            | Emmanuel Morin         |
| 2018                               | Fabien Schmidt       | Matthieu Gaultier      | Cyrille Patoux         |
| 2019                               | Yannis Yssaad        | Maxime Renault         | Maxime Chevalier       |
| 2020-2021                          | annulé               | annulé                 | annulé                 |
| 2022                               | Brieuc Rolland       | Mickaël Guichard       | Lucas Grolier          |
| 2023                               | Guerand Le Pennec    | Adrien Lagrée          | Brendan Le Cam         |
| 2024                               | Henry Lawton         | Damien Bodard          | Ilan Larmet            |
| 2025                               | Ilan Larmet          | Tom Mainguenaud        | Damien Bodard          |